# Obersturmführer

Patki kołnierzowe SS-Obersturmführera

Obersturmführer – w III Rzeszy stopień paramilitarny w Sturmabteilung (SA) i w Schutzstaffel (SS), który odpowiadał stopniowi Oberleutnant (porucznik) w Wehrmachcie.

Oznaczenia stopnia SS-Obersturmführera
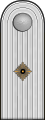
Naramiennik
Patki kołnierzowe SS-Obersturmführera
Naramiennik kamuflażu